# Neurociencia cognitiva
La neurociencia cognitiva es un área académica y una disciplina científica que se ocupa del estudio de los mecanismos biológicos subyacentes a la cognición, con un enfoque específico en los sustratos neurales de los procesos mentales y sus manifestaciones conductuales. Se pregunta acerca de cómo las funciones psicológicas y cognitivas son producidas por el sistema nervioso. Es una rama tanto de la psicología como de la neurociencia, unificando e interconectando con varias subdisciplinas tales como la neuropsicología, psicología cognitiva, psicobiología y neurobiología. Antes del advenimiento de la tecnología de resonancia magnética funcional, se llamaba psicobiología cognitiva. Los científicos que se dedican a esta área suelen tener estudios de base en psicología experimental o neurobiología, pero pueden provenir de varias disciplinas, tales como la psiquiatría, la neurología, la psicología, la física, la matemática, la lingüística y la filosofía o especializaciones como la neuropsiquiatría.
Los métodos empleados en la neurociencia cognitiva incluyen paradigmas experimentales de psicofísica y de la psicología cognitiva, neuroimaginamiento funcional, genómica cognitiva, genética conductual, así como también estudios electrofisiológicos de sistemas neuronales. Los estudios clínicos en psicopatología en pacientes con déficit cognitivos constituyen un aspecto importante de la neurociencia cognitiva. Las principales aproximaciones teóricas son la neurociencia computacional y las más tradicionales y descriptivas teorías psicocognitivas como por ejemplo la psicometría.

## Raíces científicas

### Frenología

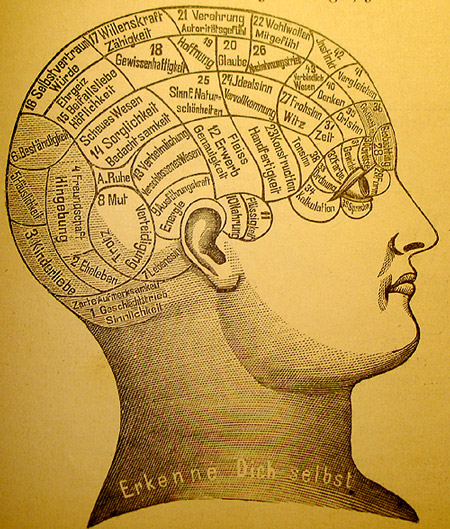
Cartel frenológico del. La inscripción en el cuello es alemán para: “Conócete a ti mismo”.

Las primeras raíces de la neurociencia cognitiva están en la frenología, la cual es una teoría pseudocientífica que sostenía que la conducta puede estar determinada por la forma del cráneo. A comienzos del siglo XIX, Franz Joseph Gall y Johann Spurzheim sostuvieron que el cerebro humano estaba seccionado entre aproximadamente 35 diferentes regiones. En su libro, La anatomía y la fisiología del sistema nervioso en general y del cerebro en particular, Gall postuló que un bulto mayor en una de estas áreas significaba que esa parte del cerebro estaba siendo usada más frecuentemente por esa persona. Esta teoría ganó atención pública significativa, llevando a la publicación de diarios de frenología y la creación de frenómetros, instrumentos que medían los chichones en la cabeza de la gente.

### Campo agregado
Pierre Flourens, un psicólogo experimental francés, fue uno de los muchos científicos que desafió las posturas de los frenólogos. A través de su estudio de conejos y palomas, descubrió que las lesiones en áreas particulares del cerebro producían cambios no discernibles en el comportamiento. Propuso que el cerebro es un campo agregado, en el sentido que diferentes áreas del cerebro participaban en el comportamiento.

### Locacionalistas tardíos
Estudios europeos por científicos tales como John Hughlings Jackson causaron que la visión locacionalista o seccionista del cerebro resurgiera como la principal manera de entender el comportamiento. Jackson estudió pacientes con daño cerebral, particularmente los que presentaban epilepsia. Descubrió que los pacientes con esta enfermedad a menudo hacían los mismos movimientos clónicos y tónicos de músculos durante sus ataques. Esto llevó a Jackson a proponer un mapa topográfico del cerebro, el cual fue esencial para el futuro entendimiento de los lóbulos cerebrales.

El área de Broca y el área de Wernicke.

En 1861, el neurólogo francés Paul Broca se encontró con un hombre que era capaz de entender el lenguaje pero incapaz de hablar. Este hombre podía sólo producir el sonido “tan”. Más tarde se supo que el hombre tenía daño en un área de su lóbulo frontal ahora conocido como el área de Broca. Karl Wernicke, un neurólogo alemán, encontró un paciente similar, a excepción de que este paciente podía hablar fluidamente pero no sensiblemente. El paciente fue una víctima de un accidente cerebrovascular, y no podía entender el lenguaje oral o escrito. El paciente tenía una lesión en el área donde se juntan el lóbulo parietal izquierdo y el lóbulo temporal, ahora conocida como el área de Wernicke. Estos casos apoyaban con fuerza las posturas localicionalistas o seccionistas del cerebro, porque una lesión causaba cambios conductuales específicos en estos dos pacientes. En 1870, el médico Eduard Hitzig y Gustav Fritsch publicaron sus descubrimientos acerca del comportamiento animal. Hitzig y Fritsch aplicaron corriente eléctrica través en la corteza cerebral de un perro, causando movimientos característicos del animal dependiendo del lugar específico en el que se aplicaba la corriente. Debido a que diferentes áreas producían diferentes movimientos, los médicos concluyeron que el comportamiento estaba radicado a nivel celular. El neuroanatomista alemán Korbinian Brodmann usó técnicas de tinción de tejidos desarrolladas por Franz Nissl para ver las diferentes tipos de células en el cerebro. A través de este estudio, Brodmann concluyó en 1909 que el cerebro humano consta de cincuenta y dos áreas diferentes, ahora llamadas áreas de Brodmann. Muchas de las distinciones de Brodmann eran muy precisas, tal como por ejemplo la diferenciación entre el área de Brodmann 17 y el área de Brodmann 18.

### Doctrina de la neurona
A principios del siglo XX, Santiago Ramón y Cajal y Camilo Golgi comenzaron a trabajar, por separado, en la estructura de la neurona. Golgi desarrolló un método de tinción de plata que podía teñir pot completo varias células en un área particular, lo que lo llevó a creer que las neuronas estaban directamente conectadas unas con otras en un citoplasma. Cajal desafió esta teoría luego de teñir áreas del cerebro que tenían menos mielina, y descubrió que las neuronas eran células discretas. Cajal también descubrió que las neuronas transmiten señales eléctricas sólo en un sentido. Golgi y Cajal recibieron el Premio Nobel en Fisiología o Medicina en 1906 por su trabajo en la doctrina de la neurona.

## Fundación de la ciencia

### Antecedentes
Entre los años 1920 y los años 1950, el marco teórico dominante en la psicología experimental y el estudio del comportamiento animal en los Estados Unidos era el conductismo (aunque no en otras áreas, tales como la psicología social). El conductismo se focalizaba en estudiar el aprendizaje asociativo. Las dos formas de aprendizaje asociativo estudiadas por los conductistas eran el condicionamiento clásico (descubierto por el fisiólogo ruso Iván Pávlov) y el condicionamiento instrumental (descubierto por el psicólogo estadounidense Edward Thorndike). Ni Pávlov ni Thorndike eran conductistas, y sus hallazgos se realizaron antes de que el psicólogo estadounidense John B. Watson fundara la escuela psicológica del conductismo en 1913 con su artículo «Psychology as the behaviorist views it / La psicología tal como la ve el conductista».
J. B. Watson fue una figura clave con su enfoque de estímulo-respuesta. Al realizar experimentos en animales, su objetivo era predecir y controlar el comportamiento. El conductismo finalmente fracasó porque no podía proporcionar una psicología realista de la acción y el pensamiento humanos: se centró principalmente en las asociaciones de estímulo-respuesta a expensas de explicar fenómenos como el pensamiento y la imaginación. Esto condujo en los años 1950 a lo que a menudo se denomina “revolución cognitiva”.

### El auge del cognitivismo racionalista en los años 1950
El 11 de septiembre de 1956, se llevó a cabo una reunión a gran escala de cognitivistas en el Massachusetts Institute of Technology. George A. Miller presentó su informe “The Magical Number Seven, Plus or Minus Two", mientras que el profesor Noam Chomsky, Allen Newell y Herbert Simon presentaron sus descubrimientos en ciencia computacional. Ulric Neisser comentó sobre varios de los descubrimientos en su libro de 1967 Psicología cognitiva. Cognitivistas como Miller comenzaron a enfocarse en la representación del lenguaje más que en el comportamiento general del individuo. La proposición de David Marr de la representación jerárquica de la memoria causaba que muchos psicólogos adoptaran la idea de que las habilidades mentales requerían procesamiento significativo en el cerebro, incluyendo algoritmos.[cita requerida]

### La revolución de la neurociencia cognitiva (años 1980)
El término “neurociencia cognitiva” fue acuñado por el neurocientífico Michael Gazzaniga y el psicólogo cognitivo George Armitage Miller mientras compartían un taxi en 1976.
Sin embargo, Gualtiero Piccinini y Worth Boone (2016), en su artículo “The cognitive neuroscience revolution” sostienen que la neurociencia cognitiva se consolidó como disciplina solo en la década de 1980. Antes de esto, entre los años 1950 y 1970, la ciencia cognitiva como campo interdisciplinario, compuesto principalmente por la psicología cognitiva, la lingüística y las ciencias de la computación, funcionaba en gran medida de manera autónoma respecto de la neurociencia. Al mismo tiempo, la neurociencia también era en gran medida autónoma respecto de la ciencia cognitiva.
De hecho, en la ciencia cognitiva se sostenía que existía un nivel “funcional computacional” de explicación de los procesos mentales, al que se consideraba independiente de otro nivel, el de la “implementación” biológica o física de tales procesos. Se afirmaba entonces que la psicología cognitiva se ocupaba de estudiar los procesos funcionales abstractos y dejaba a la neurociencia el problema de su implementación concreta.
Sin embargo, con la aparición de las tecnologías de neuroimágenes funcionales, tales como la tomografía por emisión de positrones (TEP) y las imágenes de resonancia magnética funcional (IRMf), se hizo posible correlacionar la actividad en áreas particulares del cerebro de las personas con las tareas específicas que estuvieran realizando. Esto permitió realizar estudios no invasivos con participantes humanos, en los que no era necesario que existiera una lesión cerebral para determinar que ciertas zonas del cerebro se activaban de manera fiable cuando la persona ejecutaba determinados actos mentales (por ejemplo, imaginar una situación).[cita requerida]
De esta manera, desde los años 80 la psicología cognitiva y la neurociencia se han integrado cada vez más, dando origen a la neurociencia cognitiva. Ésta es una disciplina que estudia de manera multinivel los procesos cognitivos, teniendo en consideración el nivel molecular y celular, el neuronal, el de grupos neuronales, el de sistemas biológicos y el de la función que el organismo realiza (en relación con su ambiente). Ninguno de estos niveles puede descartarse ni reducirse a los otros, pues de lo contrario no se lograría el objetivo, que es dar explicaciones neurobiológicas de los procesos mentales.
Además, Piccinini y Boone señalan que varios científicos cognitivos que antes hacían investigaciones comportamentales, posteriormente cada vez más se han ocupado de investigar las bases neurobiológicas de los procesos cognitivos que son su objeto de interés. Así, Stephen Kosslyn durante los años 1980 investigó la capacidad de las personas para formar y procesar imágenes mentales con un formato “pictórico” (visual). Sus estudios eran comportamentales, es decir, estudios experimentales de psicología cognitiva sobre los procesos de imaginación. Kosslyn sostenía que las imágenes mentales eran un formato de representación distinto del formato proposicional (de palabras y números) en el que se centraban las ciencias cognitivas, y al que varios investigadores consideraban el único formato de representación mental.
Pero cuando estuvo disponible la tecnología de imágenes del cerebro, Kosslyn pudo investigar los procesos de imaginación a nivel neurobiológico, descubriendo que cuando los participantes de un estudio decían estar imaginando algo, se activaban las áreas de la corteza visual. Esto proporcionó evidencia sólida a la postura de Kosslyn, es decir, que las imágenes son un formato de representación distinto de las proposiciones.
Así, Kosslyn, quien es un destacado neurocientífico cognitivo, proporcionó pruebas tanto desde estudios psicológicos como neurobiológicos sobre la capacidad de imaginar. Los estudios de Kosslyn, así como los de muchos otros neurocientíficos cognitivos, refutan las antiguas posturas anti-mentalistas que alguna vez sostuvieran el conductismo de John Watson (quien aseveraba que las imágenes mentales no existen) y el cognitivismo racionalista de Zenon Pylyshyn (quien sostenía que las imágenes en realidad son proposiciones, esto es, palabras y números).
La conciencia, lejos de estar prohibida para la ciencia como John Watson alguna vez lo propuso, es una de las áreas de investigación más activas en la neurociencia cognitiva.
También son áreas activas de investigación la memoria (en sus distintas formas), las emociones, las imágenes y los sueños. Los estudios neurobiológicos de las ensoñaciones (las escenas imaginarias que ocurren cuando el sujeto duerme) muestran que el cerebro está activado de manera endógena, y que la imaginería se relaciona con actividad neuronal en la corteza visual de asociación.

## Algunos temas de la neurociencia cognitiva
- atención
- autotrascendencia
- conciencia
- función ejecutiva
- memoria
- neurociencia aplicada
- neurona especular
- toma de decisiones